# Zwischenwasser
Zwischenwasser är en kommun i distriktet Feldkirch i förbundslandet Vorarlberg i Österrike.
Kommunen består av tre orter (Ortschaften) (inom parentes invånarantal 1 januari 2024):
- Batschuns (1 243)
- Dafins (467)
- Muntlix (1 713)